# Linckia laevigata

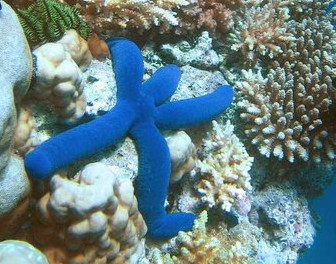

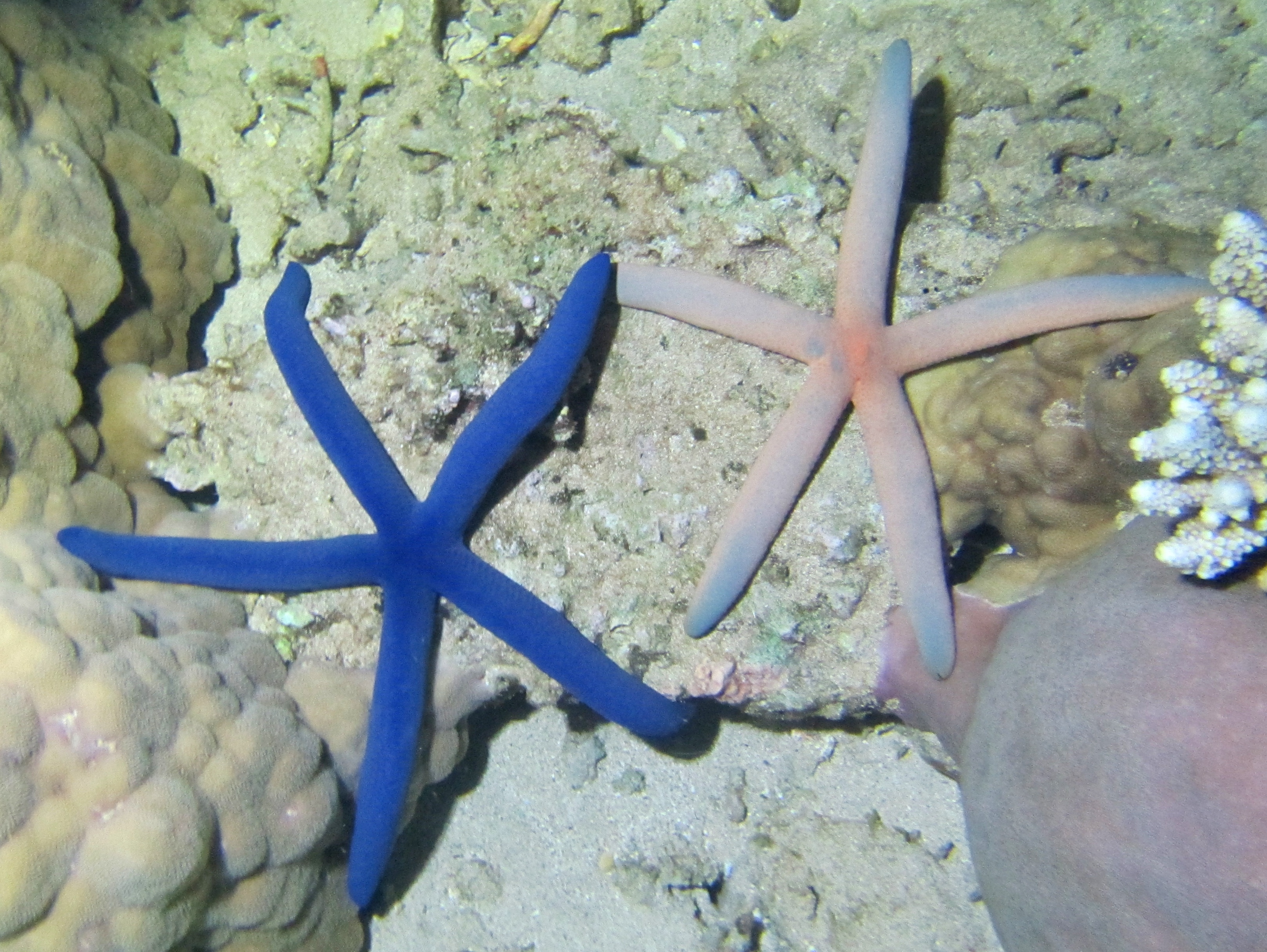
Esta estrella es a menudo azul pero a veces rosa.

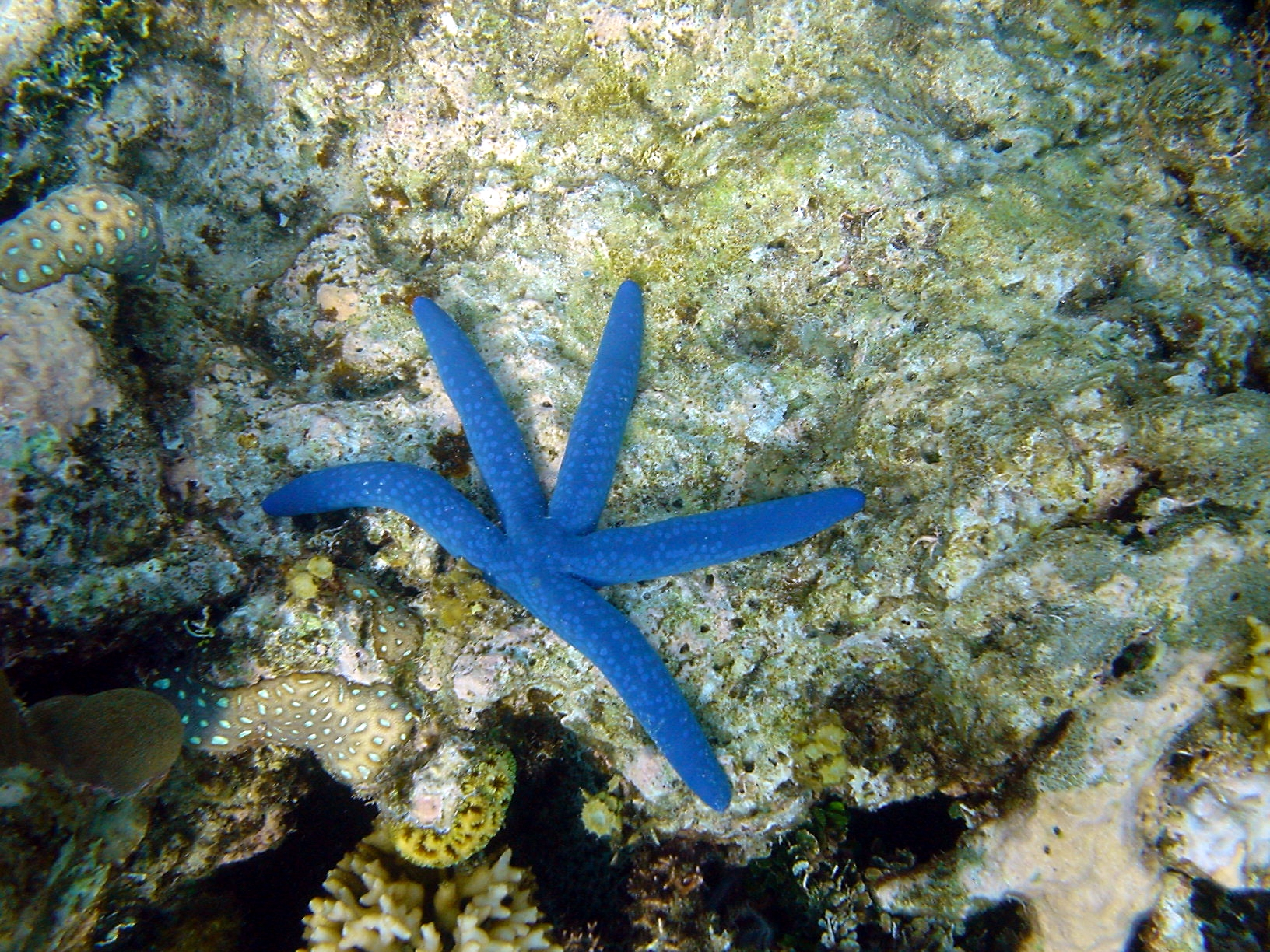
L. laevigata en Papúa Nueva Guinea.

La estrella de mar azul (Linckia laevigata) es una especie de estrella de mar de la familia Ophidiasteridae en el orden de los valvátidos.

## Morfología
Tiene cinco brazos cilíndricos con las puntas redondeadas y puede ser de color azul, gris, rosa, beige o púrpura. Los animales obtienen su color de un pigmento azul llamado linckiacianina y algunos carotenoides amarillos. Dependiendo de la proporción exacta y la combinación de los pigmentos en la estrella, los colores pueden variar.
Se desplazan gracias a la actividad de los miles de podios de la superficie oral, permaneciendo los brazos de la estrella de mar más o menos estáticos respecto al disco central. El movimiento en la mayoría de casos es un deslizamiento suave y lento.
Puede alcanzar un diámetro de 40 cm.
La estrella de mar azul se defiende químicamente de los peces depredadores por medio de compuestos químicos llamados saponinas de defensa.  

## Hábitat y distribución
Especie béntica asociada a arrecifes. Entre 0 y 60 m de profundidad.
la estrella de mar azul Se distribuyen en las aguas tropicales del Índico y Pacífico, desde las costas de África oriental hasta las islas Hawái.

## Alimentación
Algas filamentosas, detritos, microorganismos presentes en la arena y la roca viva.

## Reproducción
No presenta dimorfismo sexual. Se reproduce tanto sexual como asexualmente.
Generan gametos libremente en el agua por encima de ellos. Si un macho y hembra desovan en las proximidades el uno del otro, los huevos fecundados se desarrollan en larvas que se alimentan en un par de días. Estas larvas pasan cerca de 28-30 días en la columna de agua antes de asentarse sobre una superficie dura en el arrecife y hacer la metamorfosis en una versión pequeña de la estrella adulta.
Esta especie se caracteriza por su gran capacidad de regeneración: a partir de un trozo puede llegar a regenerarse espontáneamente un individuo completo.

## Mantenimiento
Es una especie delicada y difícil de mantener en cautividad, tan sólo para acuaristas avanzados. La aclimatación debe ser muy lenta mediante el sistema de goteo.
No es totalmente compatible con acuarios de arrecife, ya que puede comer los pólipos de algunos corales.